# Neckera phyllogonioides
Neckera phyllogonioides là một loài rêu trong họ Neckeraceae. Loài này được Sull. mô tả khoa học đầu tiên năm 1854.